# Hudson Hornet
Hudson Hornet — полноразмерный автомобиль, выпускавшийся компанией Hudson Motors в Детройте, штат Мичиган с 1951 по 1954 год и затем American Motors с 1955 по 1957 год в Кеноше, штат Висконсин.
Hudson Hornet первого поколения имел функциональный обтекаемый дизайн; днище и шасси имело пониженный центр тяжести, что позволило машине показывать хорошие результаты в гонках.
Hornet второго поколения представлял собой рестайлинговую модификацию Nash, продававшуюся под маркой Hudson до 1957 года.

## Первое поколение
Hornet был введён для 1951 модельного года и основывался на дизайне «step-down», представленном ещё в 1948 году на модели Commodore. Это конструктивное решение представляло собой объединение кузова и рамы в единую структуру со встраиваемым днищем между рамой автомобиля. Вкупе со сниженным центром тяжести автомобиль имел стильный и обтекаемый вид и был рассчитан на комфортабельную перевозку шестерых человек.

### 1951
Hornet предлагался с кузовами двухдверный купе, четырёхдверный седан, кабриолет и хардтоп. Модели имели стоимость, сравнимую с Commodore Eight — от $2543 до $3099.
Все автомобили оснащались рядным шестицилиндровым двигателем «H-145» с высокой степенью сжатия объёмом 5,0 л. Оснащаемый двухкамерным карбюратором, он развивал мощность 145 л. с. при 3800 об./мин и 373 Н⋅м крутящем моменте. По словам Маршалла Тига, максимальная скорость могла составлять 180,2 км/ч. Hornet получил сертификат AAA от NASCAR.
С ноября 1951 года автомобили по желанию заказчика могли оснащаться мотором «Twin H-Power» по цене $85,60.
В 1951 году выпущено 43 656 автомобилей.

### 1952
В 1952 году двигатель «Twin H-Power» становится вариантом в стандартной комплектации. С двумя карбюраторами и двойным впускным коллектором мощность выросла до 170 л. с. (127 кВт). Мощность двигателя могла быть увеличена и до 210 л. с. (157 кВт) в комплектации 7-X. В 1952 и 1953 годах Hornet подвергся незначительным косметическим изменениям.
В 1952 году выпущено 35 921 машина.

### 1953
В 1953 году Hudson Hornet получили незначительное изменение решётки радиатора и орнамента на капоте. В этом году произведено 27 208 машин.

### 1954
Для 1954 года Hudson Hornet подвергся редизайну, получив обновлённые задние фонари, изогнутое лобовое стекло, современные приборную панель и интерьер. Однако изменения сильно запоздали для повышения продаж.

Автомобили по-прежнему не имели V8-моторов и оснащались рядным 6-цилиндровым 308-кубовым двигателем (160 л. с., 119 кВт), а также «Twin-H-Power» (7-X) мощностью 170 л. с. (127 кВт).

Кабриолет Hornet Brougham продавался за $3288 в 1954 году.

До слияния Hudson с Nash-Kelvinator в 1954 модельном году производство составило 24 833 единицы.
- Hudson Hornet Convertible Brougham 1951 года.
- Hudson Hornet Club Coupe 1952 года.
- Хардтоп Hudson Hornet Hollywood 1953 года.
- 4-дверный седан Hudson Hornet 1954 года.
- 4-дверный седан Hudson Hornet 1954 года.

## Участие в NASCAR
Автомобили Hudson Hornet неоднократно участвовали в гонках и доминировали среди серийных гоночных машин в начале 1950-х годов.
В 1952 году Маршалл Тиг (Marshall Teague) закончил ААА—сезон 1952 года, опередив ближайшего соперника на 1000 очков и одержав победу в 12 из 13 прошедших заездов. Hornet под управлением водителей Херба Томаса (Herb Thomas), Дика Ратманна (Dick Rathmann), Эла Келлера (Al Keller), Фрэнка Мандианда (Frank Mundyand) и Тима Флока (Tim Flock) одержал 27 побед в NASCAR. Автомобиль Тига, одержавший 14 побед в течение сезона в кольцевых гонках ААА, получил название «Fabulous Hudson Hornet». В общем итоге, Hornet одержал 40 побед в 48 мероприятиях с процентом выигрыша %83.
В итоге, Hudson одерживал победы в 24 из 37 NASCAR Grand National races в 1952 году, 22 из 37 в 1953 году и 17 из 37 в 1954 году, что было значительным результатом для подобного автомобиля.
Оригинальный «Fabulous Hudson Hornet» в настоящее время находится в Ипсиланти, штат Мичиган в музее «Ypsilanti Automotive Heritage Museum». Ранее в здании музея располагался Miller Motors, последний дилер Hudson в мире.

## Второе поколение
В свой последний модельный год Hornet стал продуктом новообразованной American Motors Corporation (AMC). После слияния в 1954 Hudson Motor Car Company и Nash-Kelvinator в единую компанию, производство автомобилей в Детройте прекратилось и было перенесено на заводы Nash в штат Висконсин. Все новые автомобили отныне базировались на платформе Nash с отличительными эмблемами Hudson.

### 1955
Новая модель была введена в январе 1955 года из-за проблем инженеров AMC с разработкой «двух совершенно разных машин на одинаковой платформе».
Полностью новый Hornet 1955 года имел консервативный дизайн по сравнению с конкурентами. Автомобиль отныне предлагался только с кузовами седан и хардтоп. Hornet оснащался 320-кубовым (5,2 л) V8—двигателем Packard мощностью 208 л. с. (155 кВт) и автоматической трансмиссией Ultramatic. Задняя подвеска имела трубчатую систему для карданного вала, а также удлинённые передние пружины.
Наряду с моделями Nash, новые Hudson имели широкие передние сидения, эффективную и экономичную систему кондиционирования Weather Eye, устанавливающуюся под капотом со стоимостью $395. Автомобильный журналист Флойд Клаймер (Floyd Clymer) отзывался о Hudson Hornet как о самом безопасном американском автомобиле из-за сварного кузова, высокоэффективной тормозной системы, хорошей управляемости и манёвренности.

### 1956
Для 1956 модельного года руководство AMC решило обновить Hornet, для чего был приглашён дизайнер Ричард Арбиб (Richard Arbib). Дизайн новых Hornet и Wasp был назван им «V-Line Styling», так как использовал форму «V» в оформлении интерьера и экстерьера; в сочетании с трёхцветной комбинацией автомобиль был заметным и уникальным. Однако это не помогло предотвратить резкое падение продаж с 13 130 до 8152 машин в 1956 году.

### 1957
В 1957 году Hornet имел версии «Super» и «Custom» и предлагался только с кузовами 4-дверный седан и 2-дверный хардтоп «Hollywood». В этом году отличительными особенностями «V-Line Styling» стали «яйцеподобное» оформление радиаторной решётки, хромированные боковые молдинги и пять трёхцветных вариантов окраски для моделей «Custom». Несмотря на снижение цены и увеличение мощности (двигатель AMC объёмом 327 куб. дюймов (5,4 л) мощностью 255 л. с. (190 кВт), продажи продолжали снижаться, упав до 3108 единиц.
В итоге, производство модели Hornet было прекращено 25 июня 1957 года. В этом же году окончательно упраздняется торговая марка Hudson и все автомобили AMC получают индекс «Rambler».

## Наследие
Hudson Hornet 1951 года получил статус «автомобиля года» в книге «Seventy-five years of noteworthy automobiles» автомобильного журналиста Генри Боллза Лента (Henry Bolles Lent).
Для 1970 модельного года, AMC возродила индекс «Hornet» для своего нового компактного автомобиля, пришедшего на смену Rambler American — AMC Hornet.
В 2006 году был разработан небольшой переднеприводной концепт-кар — Dodge Hornet.
Hudson Hornet является одним из персонажей анимационного фильма «Тачки» производства студии Disney Pixar, а также присутствует в нескольких компьютерных играх по его мотивам.
Автомобиль Hudson Hornet доступен для покупки и езды в игре Driver: San Francisco.